# Litoria cooloolensis
Litoria cooloolensis és una espècie de granota del gènere Litoria de la família dels hílids. Originària d'Austràlia.